# Fireflies
Singles de Owl City
Vanilla Twilight
(2010)
Fireflies (« Lucioles » en anglais) est une chanson du projet musical Owl City d'Adam Young, tirée de l'album Ocean Eyes. Dans cette chanson, l'artiste souhaite montrer les lumières de la ville pendant la nuit (effectivement Adam Young depuis un bas âge souffre d'insomnie).

## Reprises
Le titre a été repris sur internet puis sur l'album The Covers par le chanteur Sam Tsui en 2010.
L'instrumentale a été repris et remixé en version zouk par l'antillais DJ Jaïro.

## Postérité
La chanson fut utilisée sur internet comme mème internet en tant que musique inappropriée dans le contexte joué, elle eut un regain d'intérêt en 2017 dans des remix vidéos et finit par rerentrer dans le Billboard américain,,,.